# هانس ليندبرغ
هانس ليندبرغ (بالسويدية: Hans Lindberg)‏ هو لاعب هوكي الجليد سويدي، ولد في 16 يناير 1945 في يفله في السويد.

## وصلات خارجية
- هانس ليندبرغ على موقع EliteProspects.com (الإنجليزية)
- هانس ليندبرغ على موقع Eurohockey.com (الإنجليزية)
- هانس ليندبرغ على موقع HockeyDB.com (الإنجليزية)
- هانس ليندبرغ على موقع اللجنة الأولمبية الدولية (الإنجليزية)
- هانس ليندبرغ على موقع أوليمبيديا (الإنجليزية)
- هانس ليندبرغ على موقع اللجنة الأولمبية السويدية (السويدية)